# Club de Piragüismo Córdoba
El Club de Piragüismo Córdoba fue fundado en 1992 por un grupo de aficionados al piragüismo y al kayak de la ciudad de Córdoba.
El primer presidente del Club de Piragüismo Córdoba fue Bruno Ostos Abreu (1992-2001). Le sucedieron Leandro M. Gámez Serrano (2001-2004), Luis María López Jiménez (2004-2006), José Luis Arranz Feria (2006 - 2015), Luis María López Jiménez (2015 - 2019) y, de nuevo, José Luis Arranz Feria (2019 - ).
En junio de 2008, el CPC firmó un convenio de colaboración con el IMDECO (Instituto Municipal de Deportes de Córdoba) para el uso de la IDM Centro Náutico de Córdoba, donde tiene su sede desde esa fecha.
El Club de Piragüismo Córdoba desarrolla un amplio calendario de actividades, que incluye convocatorias internas, convocatorias a otros clubes y deportistas federados, y programas de formación, fomento y difusión del piragüismo. Las más importantes de las que se celebran en el río Guadalquivir a su paso por Córdoba son: Regata Popular Día de Andalucía (febrero), Descenso Córdoba-Almodóvar (mayo), Paseos por el Guadalquivir (verano), Travesía Nocturna de San Juan (junio), Descenso Alcolea-Córdoba (agosto) y la Ruta del Caimán (septiembre). Además, cada año se realizan actividades de turismo náutico en los embalses cordobeses (Ruta de los Pantanos) y en el mar (Travesía Nerja-La Herradura, Travesía por el Cabo de Gata...), descensos (Ruta Romana del Aceite, Descenso del Batán-Écija, Descenso del Membrillo...), concentraciones (Villafranca de Córdoba, Baños de la Encina, Benalúa de las Villas...) y colaboraciones con otros clubes.
Pertenece a la Real Federación Española de Piragüismo y a la Federación Andaluza de Piragüismo, y está inscrito en el Registro Andaluz de Entidades Deportivas (Consejería de Turismo, Comercio y Deporte de la Junta de Andalucía) y en el Registro Municipal de Entidades Ciudadanas del Ayuntamiento de Córdoba. Está incluido en el programa de Deporte Sostenible 'Carta Verde' del Consejo Superior de Deportes y la Plataforma por un Río Vivo.

## Sitio web
- Club de Piragüismo Córdoba

- Datos: Q5775060